# Praxair

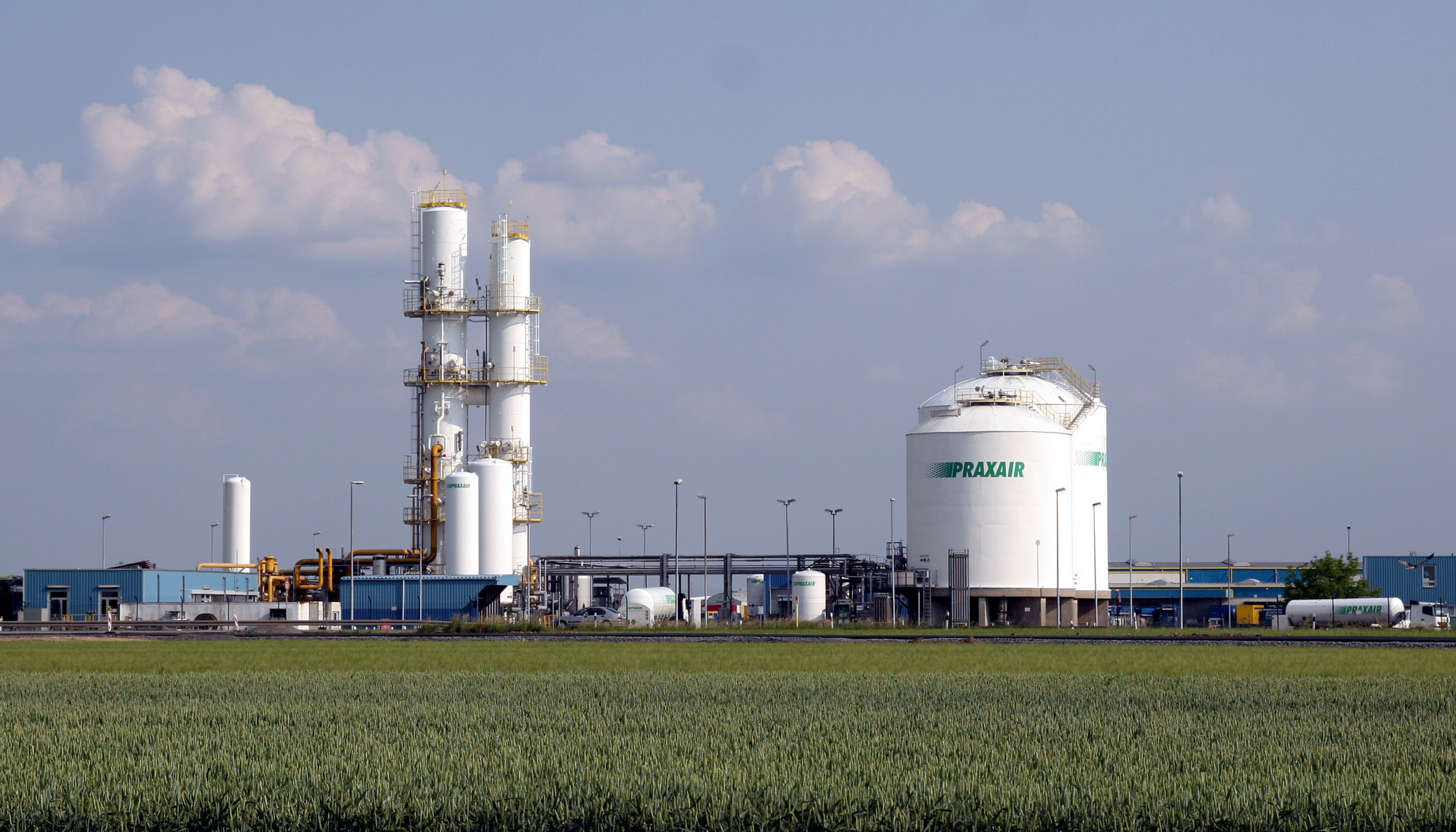
Die deutsche Niederlassung von Praxair in Biebesheim am Rhein (Südhessen)

Praxair, Inc. (ursprünglich Linde Air Products) war ein im Bereich Industriegase tätiges US-amerikanisches Unternehmen mit Sitz in Danbury, Connecticut. Das Unternehmen wurde 1907 durch Carl von Linde begründet und bestand bis 2018, als es mit der ebenfalls durch Linde gegründeten Linde AG zu Linde plc fusionierte. 

## Geschichte

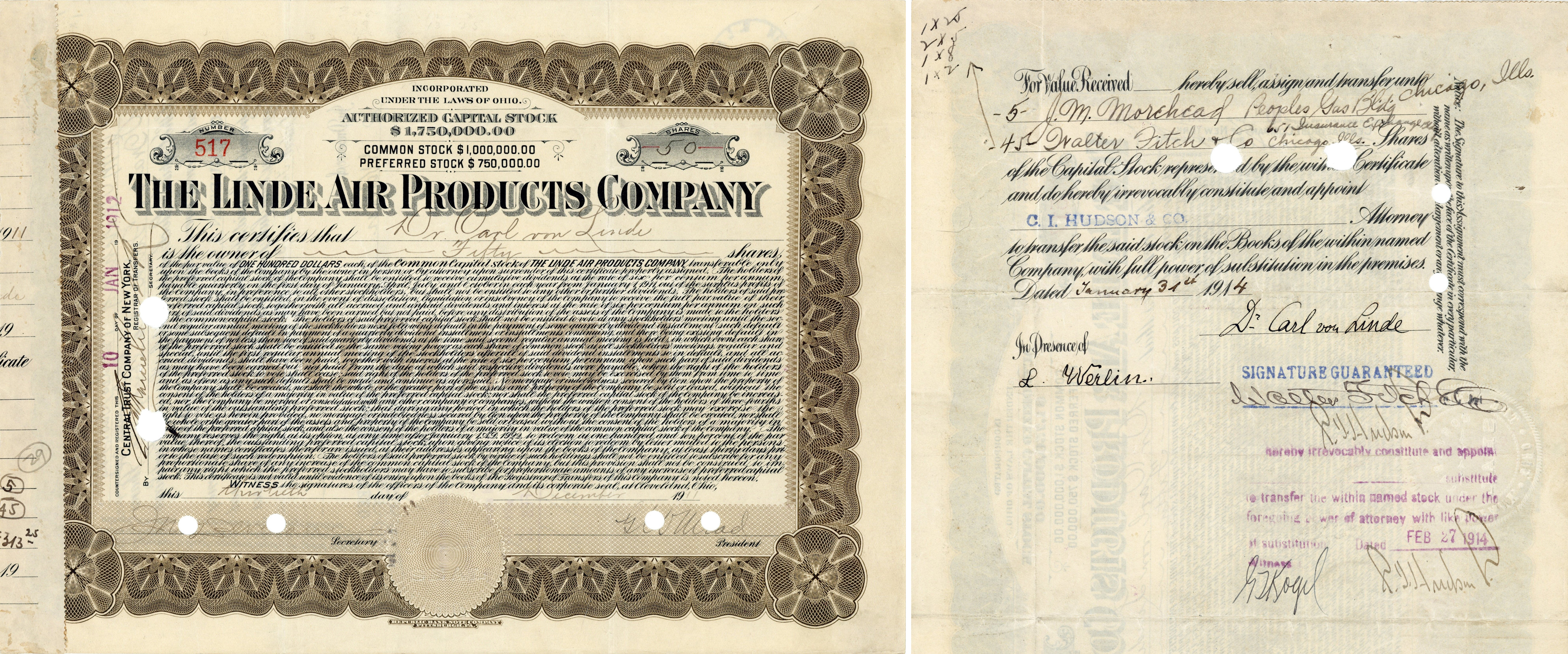
Aktie der Linde Air Products Company, ausgegeben am 13. Dezember 1911, eingetragen auf Dr. Carl von Linde und von ihm rückseitig eigenhändig indossiert

Das Unternehmen wurde 1907 als Linde Air Products von Carl von Linde gegründet, im Ersten Weltkrieg jedoch konfisziert und 1917 zusammen mit der National Carbon Company, der Prest-O-Lite Company und der Union Carbide Company in das Unternehmen Union Carbide & Carbon Corporation eingebracht. 1989 wurde der Bereich Union Carbide Industrial Gases als unabhängige Firma unter Praxair Inc. ausgegliedert und war seitdem an der New York Stock Exchange notiert.
Im Dezember 2016 kündigte das Unternehmen die Fusion mit der, ebenfalls von Carl von Linde gegründeten Linde AG an. Die Fusion wurde am 31. Oktober 2018 abgeschlossen.

## Arbeitsgebiete

### Industriegase
Praxair war Hersteller verschiedener Industriegase:
- Atmosphärische Gase (Stickstoff, Sauerstoff, Argon)
- Prozessgase (Wasserstoff, Helium, Ethin (Acetylen), Kohlendioxid, Kohlenmonoxid)
- Edelgase (Xenon, Neon, Krypton)
- Gase für medizinische Anwendungen mit speziellen Herstellungsanforderungen (Sauerstoff, Distickstoffoxid (Lachgas), Gasgemische)

### Flugzeugwartung
Die Abteilung „Praxair Aviation Services“ (Flugzeugwartung) wurde im April 2006 an die Finanzgesellschaft Gridiron Capital, LLC verkauft.

### Ausrüstung

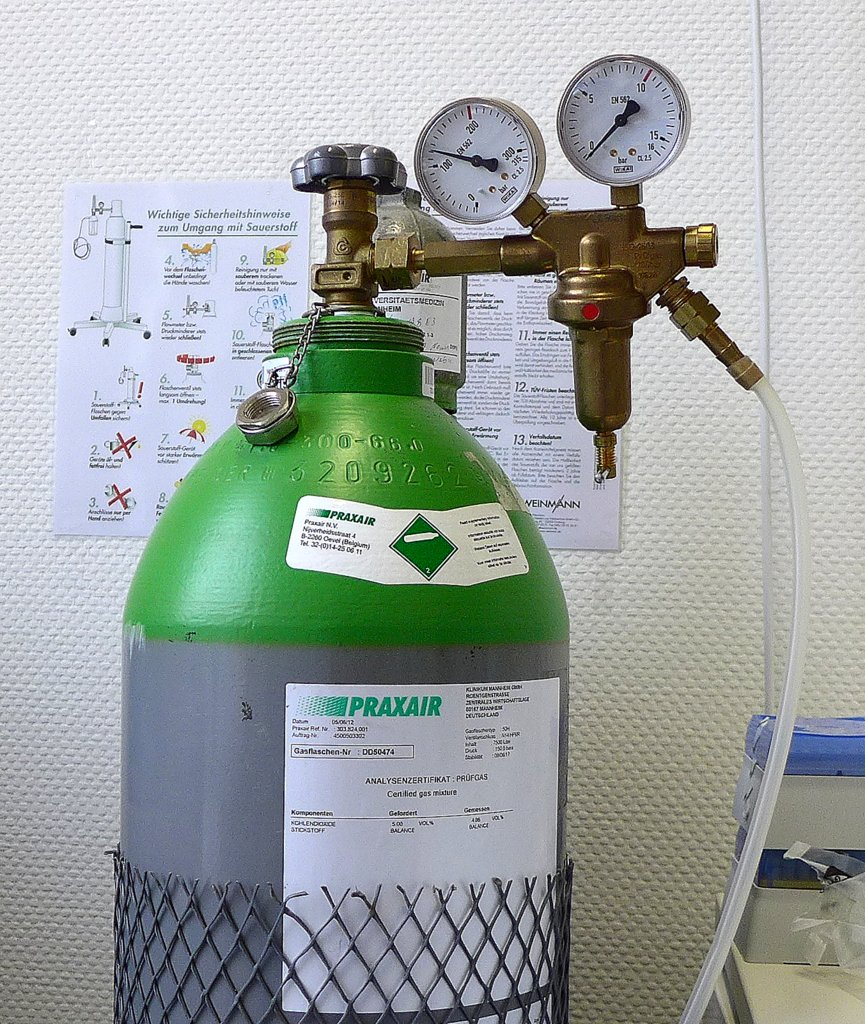
Stickstoffflasche von Praxair

Praxair entwarf, produzierte und vertrieb auch Geräte zur Herstellung, Reinigung und Transport von Gasen wie etwa
- Behälter zur Gasaufbewahrung (inkl. Tiefkühlung)
- Geräte zur Lufttrennung
- Rohrleitungssysteme
- Reinigungsgeräte

### Oberflächenbeschichtungen
Die Tochterfirma „Praxair Surface Technologies, Inc.“ war Anbieter von Beschichtungen auf Keramikbasis.
Die Tochterfirma „Praxair Coatec“ beschichtet Turbinenschaufeln, Lager und Walzen.